# ハンス・ライスナー

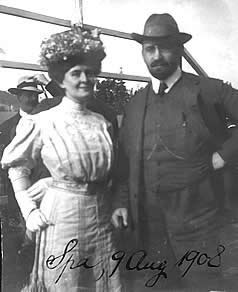
ライスナーとその夫人

ハンス・ライスナー（Hans Jacob Reissner 、1874年1月18日- 1967年10月2日）はドイツのエンジニア、数学者、物理学者である。 
ベルリンで生まれた。ベルリンで土木工学を学び、1年ほどアメリカに渡り製図技術者として働いた後、ドイツに戻りベルリン大学でマックス・プランクに物理学を学んだが、1902年に工科大学でハインリッヒ・ミューラー＝ブレスロー (Heinrich Mueller-Wroclaw)のもとで機械工学を学んだ。大学の職員となるかたわらフェルディナント・フォン・ツェッペリンの飛行船の構造計算を行った。1904年に奨学金を得て、アメリカに渡り、金属構造物の研究を行い1906年にドイツに戻った。アーヘン工科大学の機械工学の教授となり、航空機の基礎技術や空気力学の研究に転じた。この時期に物理学者のアルノルト・ゾンマーフェルトと交流があった。
1909年4月に鋼管構造の複葉機を製作し、これは4～6mの高度で100mほどの飛行に成功した。同じ年の秋からエンテ型の単葉機の製作を始め1912年に Robert Gsellの操縦で飛行した。この機は主要な部分は鋼製であったが、ヒューゴー・ユンカースの協力によって羽布の代わりに軽合金の板が使われた。1913年からベルリン大学の数学の教授になった。
第一次世界大戦中はツェッペリン シュターケンの巨人機の構造計算や定速プロペラの開発に従事した。その功績で鉄十字章を受勲した。同じ頃相対性理論の解に取組み、1916年ライスナー・ノルドシュトロム解と呼ばれることになる、一般相対性理論のアインシュタイン方程式の厳密解についての論文を発表した。この解は1918年にグンナー・ノルドシュトルムも独立して求めた。
1929年にモーリッツ・ストラウスに出会い、1935年にアルグス発動機に入り、定速プロペラの開発を行った。1938年にアメリカに移住し、1944年までイリノイ工科大学で教職についた。その後ブルックリン工芸協会(Polytechnic Institute of Brooklyn)に移った。